# Condições (RPG)
Em jogos de RPG, os personagens podem sofrer alterações em seu estado (status), ou condições.
Esses estados não estão relacionados com a história do jogo, são temporários e são obtidos geralmente em batalhas e armadilhas, podendo ser obtidos também com itens e magias. Do mesmo modo eles podem ser curados. Existem estados que terminam com o fim da batalha e outros que duram enquanto não forem curados.
É possível ter vários status simultaneamente, assim terá a características de todos eles.
Algumas condições são do tipo que só duram durante a batalha, outras permanecem até serem curadas. Quase sempre as condições boas são do tipo que terminam após a batalha.
As condições podem ser adquiridas de diversas formas como magias, habilidades, equipamento usado e itens.

## Lista de condições comuns

### Condições ruins
- Envenenamento - Perde HP a cada turno na batalha
- Cegueira - Redução na apontaria.
- Petrificado - Não pode se mover.
- Berserker - Poder de ataque físico aumenta, e só ataca fisicamente o inimigo, sem ter controle.
- Confuso - Pode atacar qualquer um sem ter controle, inclusive a si mesmo e aliados.
- Lento - Ataca com menos frequência
- Sapo - É transformado em sapo, não pode usa magia e o ataque fica fraco
- Condenado - Um contador mostra o tempo necessário até a morte da vítima, que para sobreviver deve finalizar a batalha antes da morte ou se curar.
- Zumbi - Fica como um morto-vivo, os itens de cura tem efeito contrário.

### Condições boas
- Regeneração - Recupera HP em cada turno
- Concha - Recebe menos dano mágico
- Proteção - Recebe menos dano físico
- Pressa - Ataca com mais frequência
- Levitação - Não é atingido por danos terrestres. E permite atravessar terrenos que causam dano, como lava, sem sofrer dano.
- Invencível (Herói) - Dura pouco tempo e é raro conseguir, fica imune a qualquer ataque.
- Invisível - Não é afetado por danos físicos, mas é muito vulnerável a magia.

### Outras condições
- Reflexão (parede) - Reflete as magias do inimigo, mas reflete magias de cura também. Algumas como envenenamento, levitação e cegueira continuam após a batalha e no caso de veneno, o personagem perde HP com a passa.
- Proteger - Um personagem recebe os ataques no lugar de companheiros com pouco HP.

Em Final Fantasy, a magia Esuna remove condições ruins e a magia Dispel remove as condições boas.

## Curas
Essas condições podem ser curadas de diversas formas dependendo do jogo. Algumas são curadas quando o personagem dorme, usando itens especiais, usando magias especiais ou indo a um lugar onde cura.